# أشتون ديرهولت
أشتون ديرهولت (بالإنجليزية: Ashton Dearholt)‏ مواليد 4 أبريل 1894 في ميلواكي، الولايات المتحدة - الوفاة 27 أبريل 1942 في لوس أنجلوس، هو ممثل أمريكي بدأ مسيرته الفنية سنة 1915. شارك في قرابة 75 فيلما. من أعماله الرصاصة النحاسية.

## روابط خارجية
- أشتون ديرهولت على موقع IMDb (الإنجليزية)
- أشتون ديرهولت على موقع قاعدة بيانات الفيلم (الإنجليزية)